# Johann Matthias Firmenich-Richartz
Johann Matthias Firmenich-Richartz, född 5 juni 1808 i Köln, död 10 maj 1889 i Potsdam, var en tysk germanist och författare.
Firmenich-Richartz nära förbunden med Bertel Thorvaldsen, Horace Vernet, Peter von Cornelius och Anton Alexander von Auersperg, utgav sorgespelet Clotilde Montalvi (1840), lustspelet Nach hundert Jahren, oder die emancipirten Frauen samt åtskilliga dikter. Hans största förtjänst är nationalverket "Germaniens Völkerstimmen" (1843–68), en rikhaltig samling av folkdikter och sagor på tyska munarter.